# Walallawita Division
Walallawita Division är en division i Sri Lanka.   Den ligger i provinsen Västprovinsen, i den södra delen av landet, 70 km sydost om huvudstaden Colombo.